# Nasa callacallensis
Nasa callacallensis är en brännreveväxtart som beskrevs av Weigend och E.Rodr. Nasa callacallensis ingår i släktet färgkronor, och familjen brännreveväxter. Inga underarter finns listade i Catalogue of Life.